# 극장판 안녕 자두야
《극장판 안녕 자두야》는 2016년에 개봉된 《안녕 자두야》의 첫 번째 극장판이다.

## 줄거리
"자두렐라"와 "자두와 그레텔"의 주인공이 된 자두가 동화나라에서 벌어지는 일을 다룬 영화이다. 마지막 끝부분 자두엄마가 빗자루로 마녀할망구를 참교육 시키는 장면이 하이라이트이다.

## 성우
- 여민정 : 최자두 역
- 양정화 : 이난향 역
- 정유미 : 미미 / 아줌마 / 마녀 / 돌돌이 역
- 김현지 : 애기 역